# Библиофильство

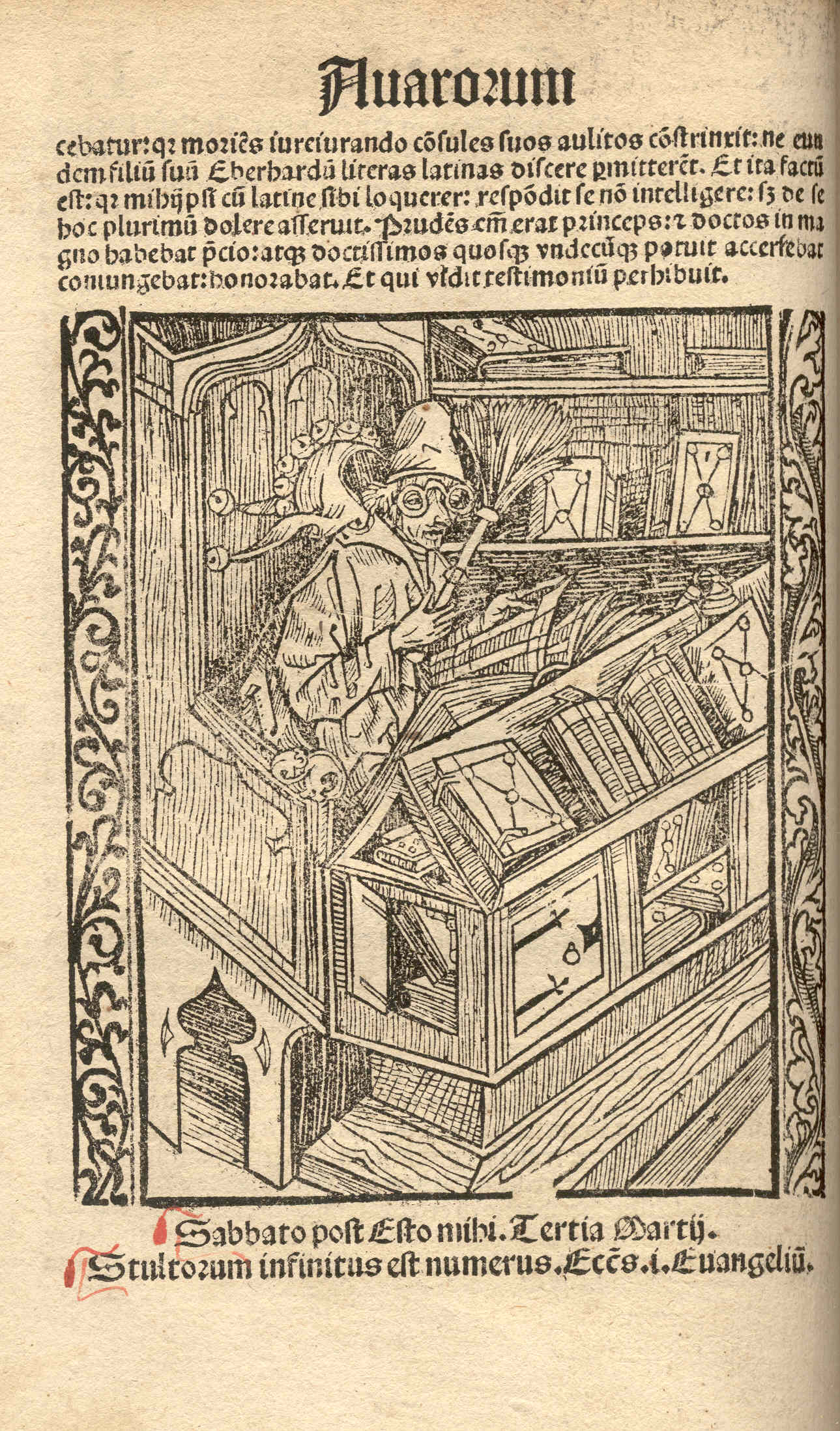
Безумный библиофил

Библиофи́льство, книгофили́я — буквально: любовь к книгам. Библиофил — человек, собирающий редкие и ценные издания (обычно книги, но также и периодические издания, хромолитографии, листовки, комиксы и т. д.; иногда собирают коллекции изданий одного автора, иллюстратора и т. д.); также книжник — любитель и знаток книг.
Особой популярностью среди библиофилов пользуются редкие книги. Принимается во внимание изящное исполнение шрифта и иллюстраций.

## Описание
Для многих библиофилов представляют интерес первые и прижизненные издания автора, а также книги с автографами, но здесь уже происходит тесное переплетение с коллекционированием автографов. Малотиражные книги часто привлекают коллекционеров, хотя не всегда являются раритетами. Всё же в мире редкостей книжного мира существуют некоторые стойкие ориентиры, например инкунабулы, альдины, эльзевиры, плантены и др. Уже в Средние века отдельными лицами собирались книги — в результате возникали частные библиотеки, в частности библиотеки Ярослава Мудрого, Ивана Грозного, Матьяша Корвина. В западноевропейских странах библиофильство — увлечение Медичи, Сфорца и других богатых и знатных родов. Первым русским императором-библиофилом можно назвать Петра I; в его книжном собрании были издания по кораблестроению. Екатерина II приобрела библиотеку Вольтера. Из русских библиофилов можно выделить Мусина-Пушкина, Беркова, Шилова, Погодина и др.
Французский писатель Шарль Нодье, сам страстный библиофил, изобразил человека, чьи мысли заняты одними лишь книгами, в своём рассказе «Библиоман» (1831).
Библиофилы играют важную роль в накоплении и сохранении редких экземпляров и коллекций книг, представляющих культурную и научную ценность. Частные коллекции по указаниям или завещаниям владельцев составляли основу многих публичных библиотек.
В СССР в 1974 году было основано Всесоюзное добровольное общество любителей книги (ВОК), которое на пике своего развития объединяло 16 млн человек, имело 200 тыс. отделений и 11 тыс. специализированных книжных магазинов. Преемником общества в России является организация, которая с 1997 года называется Международным союзом общественных объединений книголюбов (МСК).

## Крайние формы библиофилии

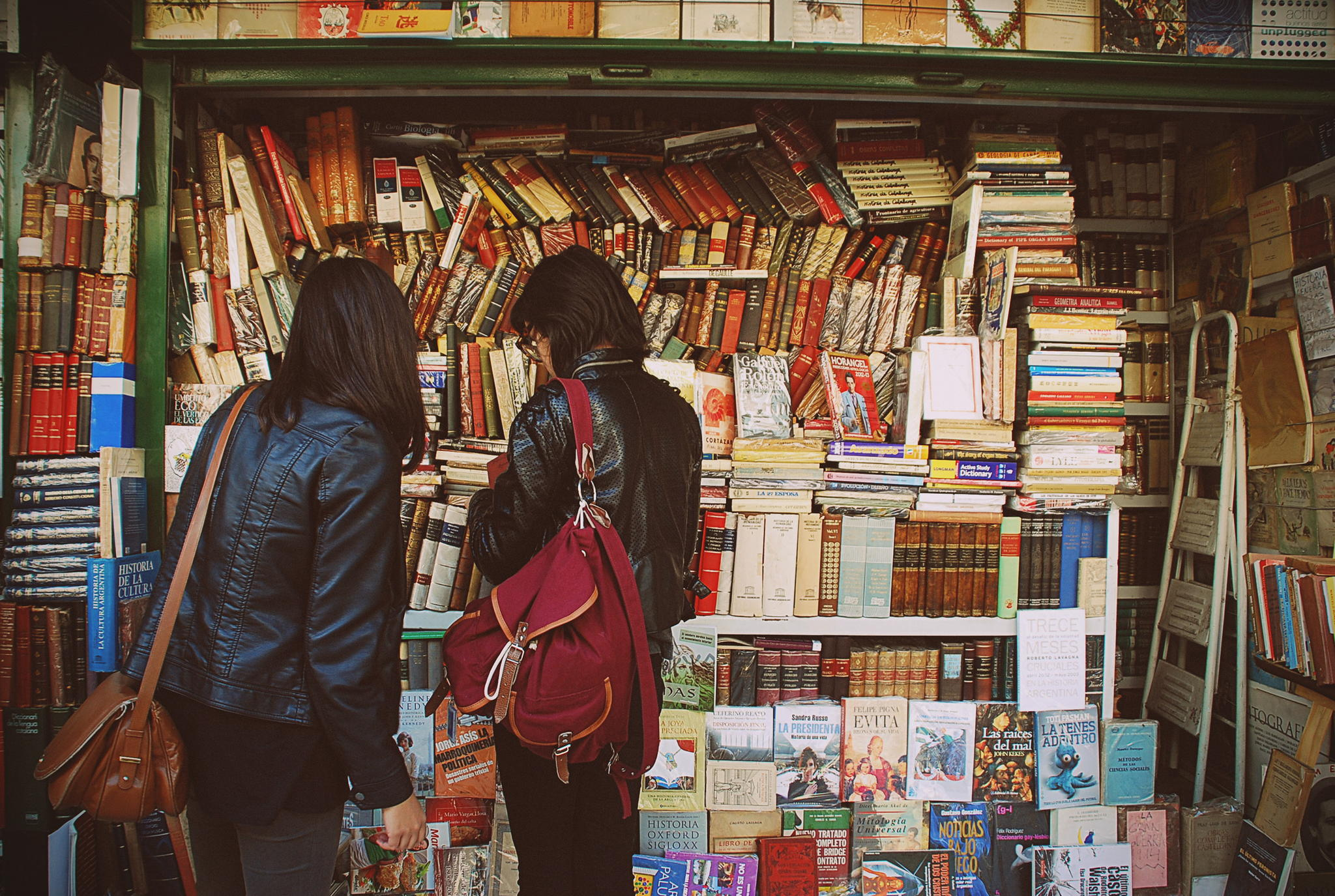
Покупатели в книжной лавке (Аргентина)

В «ЭСБЕ» и энциклопедии «Книга» (Москва, 1999) выделяется такая крайняя форма библиофилии, как библиолатрия, а также даётся характеристика таких типов собирателей книг, как библиоман и библиотаф.
Библиола́трия — «суеверное преклонение перед книгой, почитание священных или божественных книг (например, Библии, Танаха, Корана), а также книг, обладающих якобы магической чародейской силой. В переносном смысле — пристрастие к книгам, доведённое до крайней степени».
Библиома́н — «тип собирателя книг, который в своём доведённом до крайности увлечении преступает границы разумного отношения к цели и смыслу собирательства». Человек, интересующийся прежде всего внешними аспектами книг.
Библиота́ф — «тип библиомана, у которого инстинкт собственника приобрёл абсурдную, уродливо гипертрофированную форму. Библиотаф не позволяет никому пользоваться своими книгами».
Французские просветители — авторы статьи «Библиомания» в «Энциклопедии» высмеивали собирателей книг:
Любовь к книгам, не руководимая просвещенным умом — одна из самых смешных страстей. Эта страсть заслуживает внимания лишь в двух случаях: во-первых, когда эти книги читаются с пользой для ума и дела; во-вторых, когда владеют книгами не только для себя, но и для других, охотно и безоговорочно делятся ими с другими.